# Ахалбедашвили, Иосиф
Иосиф Ахалбедашвили (род. 29 марта 1974) — грузинский самбист и дзюдоист, бронзовый призёр чемпионата Грузии по дзюдо 1996 года, чемпион (1998) и бронзовый призёр (1995, 1997, 1999) чемпионатов Европы по самбо, чемпион (1997) и бронзовый призёр (1994, 1998) чемпионатов мира по самбо. Выступал в полутяжёлой весовой категории (до 100 кг). Проживает в городе Гори.